# Tal-Qadi
Tal-Qadi est un site archéologique situé au fond de la baie de Salina, dans le Nord-Est de l'île de Malte. Le site correspond aux ruines d'un temple mégalithique daté de la fin du IVe millénaire av. J.-C.

## Historique
Les ruines du temple ont été découvertes par Henry Sant en 1916. Le site a été fouillé en 1927 par Themistocles Zammit et L. Upton Way. Les ruines du temple ont été étudiées et cartographiées en 1952.

## Description

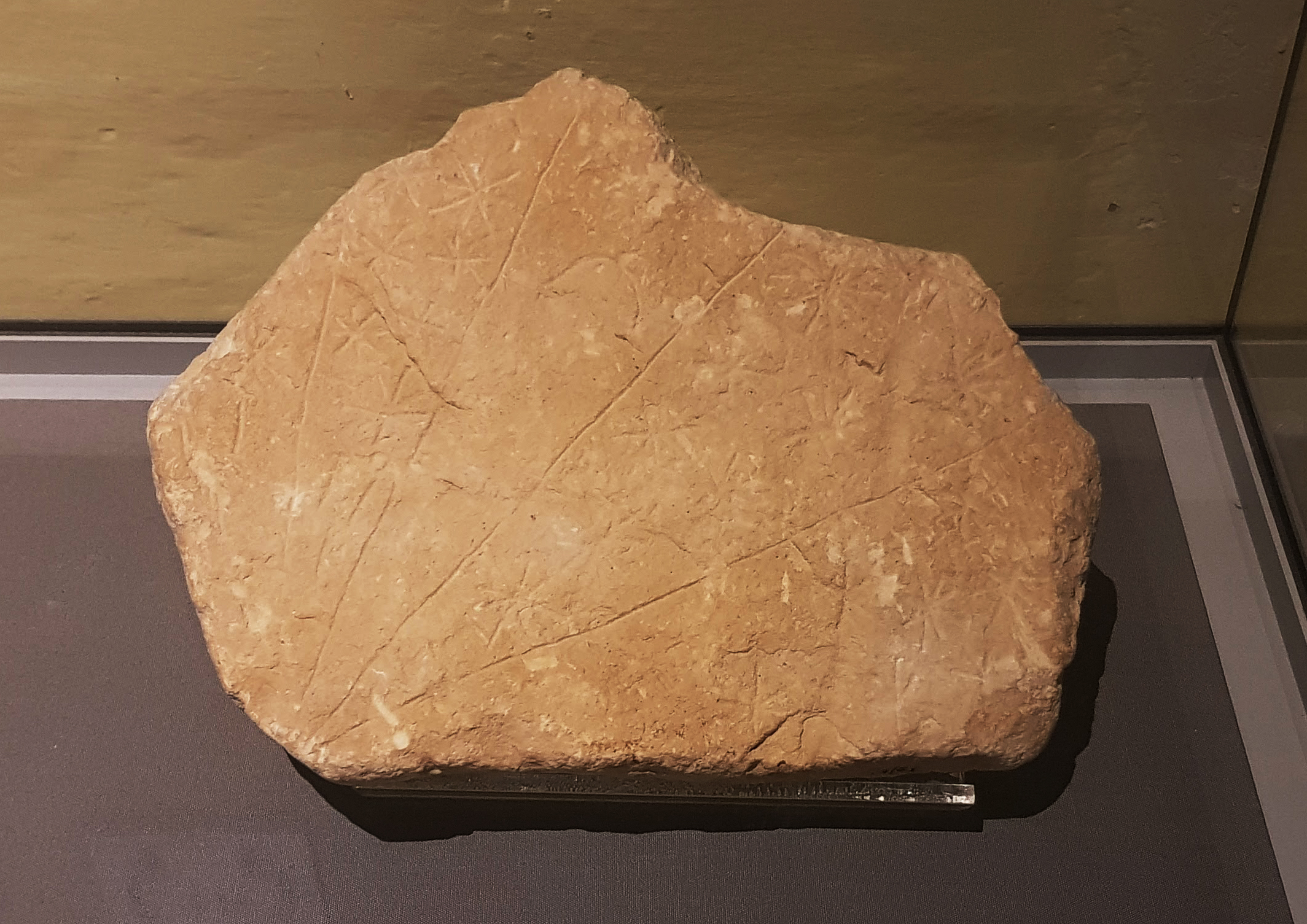
Tablette stellaire de Tal-Qadi

Le site de Tal-Qadi a peut-être été fréquenté dès 4000 av. J.-C., durant la phase Ġgantija de la Préhistoire maltaise, mais le temple a été construit plus tardivement, durant la phase Tarxien, entre 3300 et 3000 av. J.-C. Le temple est en mauvais état, avec peu d'éléments visibles, hormis les vestiges d'une zone centrale et de deux absides. Le temple comportait probablement à l'origine deux autres absides, conformément au standard architectural de la période tarxienne. La façade du temple a complètement disparu mais, selon Zammit, un groupe de pierres dressées, pouvant correspondre à la façade manquante du temple ou à son mur d'enceinte, fut détruit par l'ancien occupant du site quelques années avant la découverte du temple.
Tal-Qadi est le seul temple mégalithique de Malte orienté au nord-est, la plupart des autres temples mégalithiques étant orientés au sud ou au sud-est, mais dans le cas de Tal-Qadi, cela n'aurait pas été possible en raison de la forte pente présente dans cette direction.

## Vestiges archéologiques
Le temple a continué à être utilisé à l'Âge du bronze, durant la phase dite cimetière de Tarxien, comme l'attestent les tessons de poterie de cette époque qui y ont été découverts.
C'est au cours des premières fouilles que fut découvert un fragment de dalle en calcaire à globigérines, comportant cinq sections séparées par des lignes et ornée de figures en forme d'étoile et d'une forme de croissant, qui a été interprétée comme étant une carte stellaire ou un calendrier lunaire. L'objet est désormais conservé au Musée national d'archéologie de La Valette.